# Enniberg

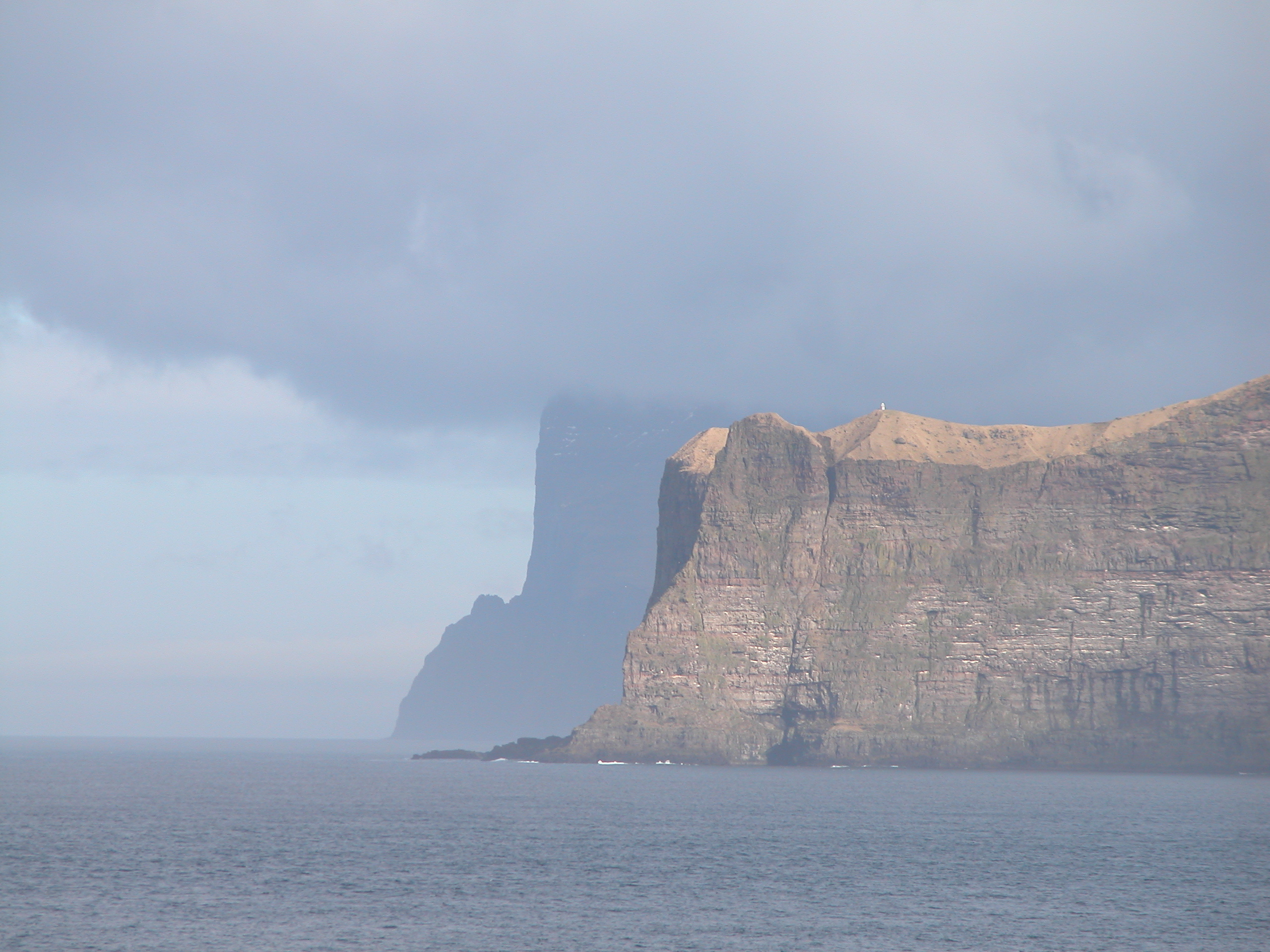
Enniberg

Kustklippor i Europa

Enniberg är en udde i nordöstra Färöarna. Udden är den nordligaste punkten i Färöarna och en av Färöarnas ytterpunkter. Klippan är med sina 754 m ö.h. också den högsta lodrätta kustklippan i världen.

## Geografi
Enniberg ligger längst norrut på ön Viðoy cirka 3 km nordväst om orten Viðareiði i regionen Norðoyar sýsla. Förvaltningsmässigt tillhör Enniberg Viðareiðis kommuna.
Udden är del av fjället Villingadalsfjall som fortsätter sin sträckning söderut. Klippan är bland världens högsta lodrätta kustklippor och Europas näst högsta kustklippa efter Hornelen i Norge.

## Historia
Området har alltid varit en viktig boplats för lunnefågel och andra sjöfåglar och är idag ett populärt mål för fågelskådare.